# Подгорбунский, Михаил Алексеевич
Михаил Алексеевич Подгорбунский (12 ноября 1896 года, Илимск, Иркутская область — 14 февраля 1986 года, Кемерово) — советский хирург, основатель ряда медицинских служб Кузбасса.

## Биография
Родился 12 ноября 1896 года в городе Илимске ныне Иркутской области в многодетной семье священника. Отец служил в церкви, мать занималась хозяйством. Получив духовное образование в семинарии, священником так и не стал, выбрав для себя медицинскую специальность — хирургию.
В 1918 году поступил без экзаменов на медицинский факультет Томского университета. Окончив его в 1923 году, непродолжительное время занимался врачебной деятельностью на Алтае, затем обучался в ординатуре на кафедре общей хирургии, где познакомился со своей женой Ниной Николаевной Мосуновой (1909—2003). После окончания ординатуры в декабре 1926 года переехал в город Щегловск и работал в городской клинической больнице Щегловска. В 1930-е годы работал на «скорой помощи», которая в то время была оснащена санями, запряжёнными лошадьми. С 1933 по 1941 годы — заведующий хирургическим отделением Кемеровской городской больницы (ныне — Кемеровская городская клиническая больница № 3 имени М. А. Подгорбунского).
Основатель ряда медицинских служб Кузбасса. По его инициативе были открыты первые станции переливания крови и скорой помощи. Он осуществил первые операции на легких, пищеводе, сердце, грудной полости. В дальнейшем, благодаря его руководству, была сформирована хирургическая база областной клинической больницы.
С началом Великой Отечественной войны в составе хирургического подвижного госпиталя № 670 отправился на фронт. С ноября 1941 года в составе 30-й армии на должности армейского хирурга. Член ВКП(б)/КПСС с 1942 года. С 1943 года в составе 10-й гвардейской армии. Выполнил в военных условиях более трёх тысяч операций. В частности, в 1943 году в результате правильной постановки медицинского дела смертность среди раненых значительно снизилась до 0,7 %. Гвардии подполковник медицинской службы М. А. Подгорбунский — кавалер двух орденов Красной Звезды, орденов Отечественной войны I и ІІ степени.
В 1946 году вернулся в Кемерово, где продолжил свою научную и практическую работу. Заведующий хирургическим отделением, основатель и заведующий кафедрой общей хирургии Кемеровского медицинского института, доцент (с 1959 года), главный хирург области, инициатор и организатор открытия городской хирургической службы и школы медсестёр.
В 1959—1968 годах — заведующий кафедрой госпитальной хирургии Кемеровского государственного медицинского института (ныне — Кемеровская государственная медицинская академия) (на базе Кемеровской областной клинической больницы № 1). Михаил Подгорбунский подготовил более 200 хирургов высокой квалификации. Под его руководством выполнены и защищены одна докторская и пять кандидатских диссертаций. Свою врачебную деятельность сочетал с организаторской и общественной работой. Многократно избирался депутатом городского и областного Советов, дважды — членом правления Всесоюзного хирургического общества, многие годы был председателем Кемеровского областного хирургического общества. Его работа в послевоенные годы была отмечена орденами Трудового Красного Знамени, Октябрьской Революции и орденом Ленина.
С 1968 по 1978 годы — врач-хирург-консультант отделения абдоминальной хирургии Кемеровской областной клинической больницы № 1.
С 1978 года — персональный пенсионер республиканского значения.
Скончался 14 февраля 1986 года в городе Кемерово. Похоронен на городском кладбище «Центральное-1».

## Награды и звания
- орден Ленина[источник не указан 562 дня]
- орден Октябрьской Революции[источник не указан 562 дня]
- два ордена Красной Звезды (28 мая 1942, 22 октября 1944)
- два ордена Отечественной войны I степени (7 сентября 1943, 6 апреля 1985)
- орден Отечественной войны II степени (25 мая 1945)
- орден Трудового Красного Знамени
- медали, в том числе[3]
  - медаль «За оборону Москвы»
  - медаль «За победу над Германией в Великой Отечественной войне 1941—1945 гг.»

- Заслуженный врач РСФСР (1950)[4].
- В 1966 году был удостоен звания Почётный гражданин города Кемерово (решение исполнительного комитета Кемеровского городского Совета депутатов трудящихся от 07.12.1966)[2].

## Память
С 20 января 1989 года имя Михаила Подгорбунского стала носить Кемеровская городская клиническая больница № 3, в музее здравоохранения создан мемориальный кабинет. В Кемерове на улице Весенней 9 установлена памятная доска. Кроме того, студенты-медики КемГМУ, отличившиеся в учёбе, получают муниципальную стипендию имени М. А. Подгорбунского.